# Déclic et des claques
Pour l’article ayant un titre homophone, voir Des clics et des claques.
Pour plus de détails, voir Fiche technique et Distribution.
Déclic et des claques (autre titre: L'Esbrouffe) est un film français réalisé par Philippe Clair et sorti en 1965.

## Synopsis
Des jeunes pieds noirs venus d'Alger débarquent à Paris. L'un d'eux fait la connaissance d'une jeune fille riche, qui cherche un sens à sa vie.

## Fiche technique
- Titre : Déclic et des claques
- Titre alternatif : L'Esbrouffe
- Réalisation : Philippe Clair assisté de Jean-Pierre Petrolacci
- Scénario :  Philippe Clair, André Nader
- Photographie : Jean Malige
- Montage : Jean-Michel Gautier
- Musique : Raymond Lefèvre
- Producteur : Raymond Danon
- Genre : Comédie
- Durée : 84 minutes
- Date de sortie : 5 mars 1965

## Distribution
- Annie Girardot : Sandra
- Mike Marshall : Vivi
- Philippe Clair : Jean-Philippe
- Georges Blaness : Georges
- André Nader : Ferdinand
- Robert Gadel : Bobby
- Muriel Baptiste : Pistache
- Carla Marlier : Alexandra
- Renée Saint-Cyr : La mère de Ferdinand
- Enrico Macias : Lui-même
- Darry Cowl : Un invité
- Pierre Doris : Philippe
- Marthe Villalonga : Madame Nino

## Distinction
- Prix Courteline pour Annie Girardot[1]